# Frullania hodgsoniae
Frullania hodgsoniae là một loài Rêu trong họ Jubulaceae. Loài này được von Konrat, Braggins, Hentschel & J. Heinrichs mô tả khoa học đầu tiên năm 2010.